# Wessels plass

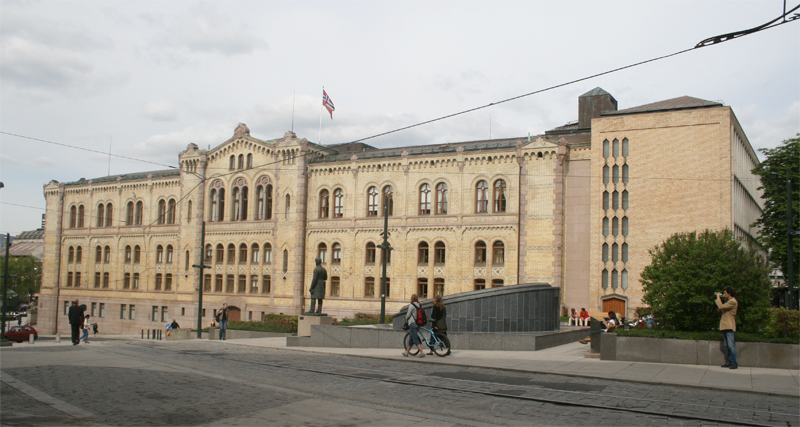
Wessels plass med Stortingsbyggnaden.

Wessels plass är en öppen plats i centrum av Oslo. Platsen avgränsas av Akersgata, Nedre Vollgate, Prinsens gate och Stortingsbyggnaden. Platsen blev 1891 uppkallad efter diktaren Johan Herman Wessel.